# Festuca jeanpertii
Festuca jeanpertii là một loài thực vật có hoa trong họ Hòa thảo. Loài này được (St.-Yves) Markgr. mô tả khoa học đầu tiên năm 1932.